# Tambue Barat
Tambue Barat is een bestuurslaag in het regentschap Bireuen van de provincie Atjeh, Indonesië. Tambue Barat telt 447 inwoners (volkstelling 2010).